# Pseudalosterna breva
Pseudalosterna breva là một loài bọ cánh cứng trong họ Cerambycidae.